# 이와야 사자나미
이와야 사자나미(巖谷小波, 1870년 7월 4일 ~ 1933년 9월 5일)는 일본의 소설가, 아동문학가, 시인, 수필가이다.

## 생애와 이력
1891년 아동문학가 첫 등단하였고 이듬해 1892년 소설가 등단하였으며 1년 후 1893년 시인 등단하였고 이듬해 1894년 수필가 등단하였다.

## 주요 작품

### 리메이크 동화집
- 《모모타로》
- 《하나사카 지이산》

## 후세 영향
시인 이시카와 다쿠보쿠(石川啄木)와 무용가 이시이 바쿠(石井 漠) 등이 그의 직간접성 영향을 받았다.

## 간접 일화
일제 강점기 조선 시대의 아동문학가 방정환(方定煥)이 그의 동화 작품을 매우 좋아하여 그의 필명(筆名)을 따 소파(小波)라는 아호(雅號)를 사용하였다.